# Greffeil
Greffeil (okzitanisch: Grefuèlh) ist eine französische Gemeinde mit 94 Einwohnern (Stand: 1. Januar 2022) im Département Aude. Sie gehört zum Arrondissement Limoux und zum Kanton La Région Limouxine. Die Einwohner werden Greffeillois genannt.

## Geographie
Greffeil liegt etwa 15 Kilometer südsüdöstlich des Stadtzentrums von Carcassonne am Lauquet. Greffeil wird umgeben von den Nachbargemeinden Ladern-sur-Lauquet im Norden, Villar-en-Val im Osten, Clermont-sur-Lauquet im Südosten und Süden sowie Saint-Hilaire im Westen und Nordwesten.

## Bevölkerungsentwicklung
| Jahr                       | 1962 | 1968 | 1975 | 1982 | 1990 | 1999 | 2006 | 2019 |
| Einwohner                  | 74   | 75   | 68   | 68   | 61   | 76   | 62   | 86   |
| Quellen: Cassini und INSEE |      |      |      |      |      |      |      |      |

## Sehenswürdigkeiten
- Kirche Saint-Cyr-et-Sainte-Julitte aus dem 14. Jahrhundert, seit 1948 Monument historique
- Brücke über den Le Lauquet aus dem 18. Jahrhundert

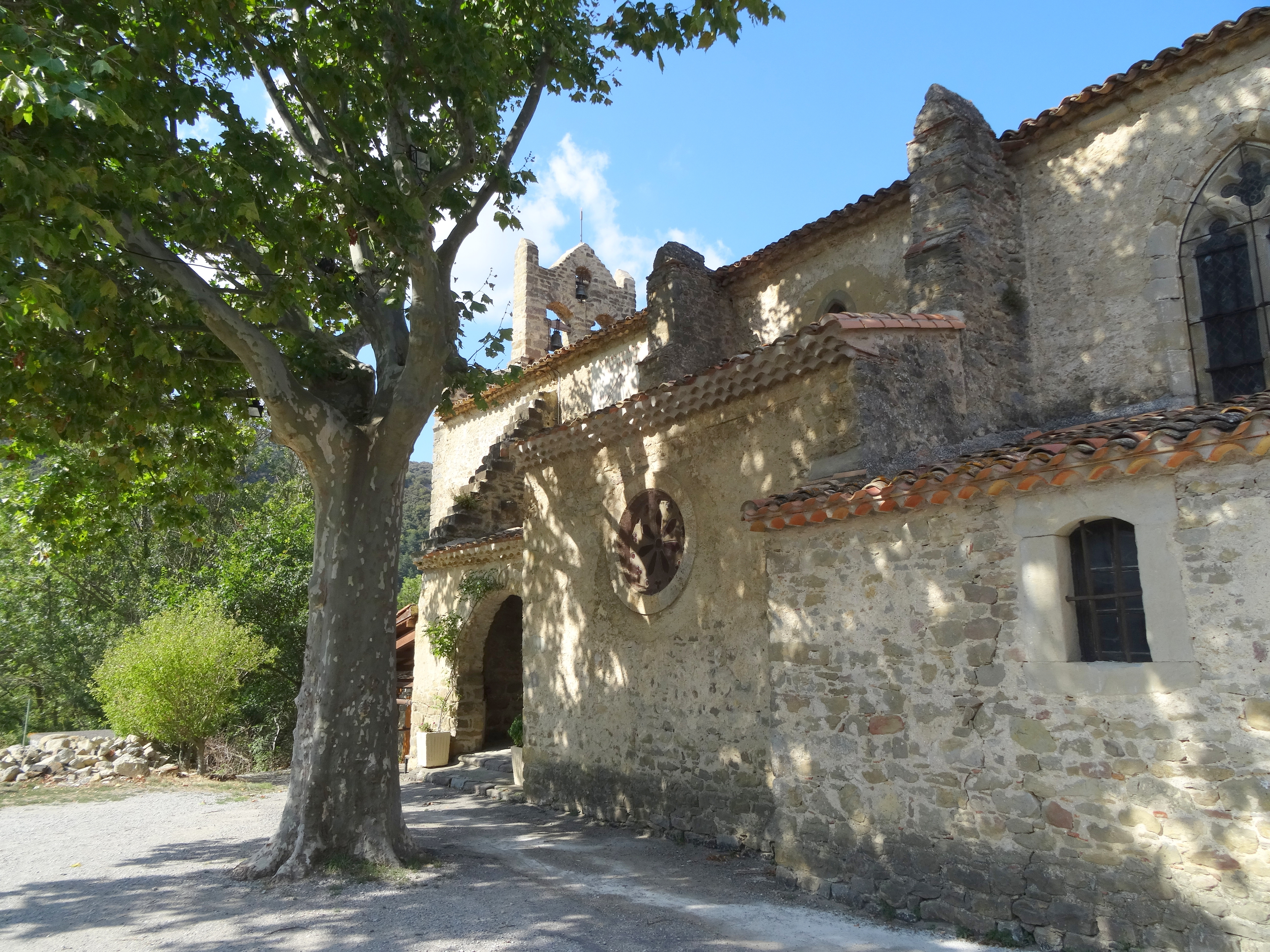
Kirche Saint-Cyr-et-Sainte-Julitte